# Randers Kommune (1970-2006)
Randers Kommune i Århus Amt blev dannet ved kommunalreformen i 1970. Ved strukturreformen i 2007 blev den udvidet til den nuværende Randers Kommune ved indlemmelse af Nørhald Kommune, Purhus Kommune og Langå Kommune (undtagen de 3 sydligste sogne), den vestlige halvdel af Sønderhald Kommune og Havndal-området i Mariager Kommune.

## Tidligere kommuner
Randers havde været købstad, men det begreb mistede sin betydning ved kommunalreformen. 7 sognekommuner blev lagt sammen med Randers Købstad til Randers Kommune:
| Kommune                 | Folketal 1. januar 1970 | Byer/bydele                    |
| ----------------------- | ----------------------- | ------------------------------ |
| Randers Købstadskommune | 41.168                  | Randers                        |
| Borup                   | 1.249                   |                                |
| Dronningborg            | 3.444                   | Dronningborg (bydel i Randers) |
| Gimming-Lem             | 655                     | Gimming og Lem                 |
| Haslund-Ølst            | 1.593                   | Haslund                        |
| Hornbæk-Tånum           | 2.052                   | Tånum                          |
| Kristrup                | 6.610                   | Kristrup (bydel i Randers)     |
| Vorup                   | 6.134                   | Vorup (bydel i Randers)        |
| I alt                   | 62.905                  |                                |

Hertil kom at Kousted-Råsted sognekommune med 856 indbyggere blev delt, så Råsted Sogn med byen Råsted kom til Randers Kommune, og Kousted Sogn kom til Purhus Kommune. Desuden bevirkede regulering af et vandløb, at Randers Kommune fik et lille areal fra Nørre Galten Sogn i Hadsten Kommune.

## Sogne
Randers Kommune bestod af følgende sogne:
- Borup Sogn (Støvring Herred)
- Dronningborg Sogn (Støvring Herred)
- Gimming Sogn (Støvring Herred)
- Haslund Sogn (Galten Herred)
- Hornbæk Sogn (Sønderlyng Herred)
- Kristrup Sogn (Sønderhald Herred)
- Lem Sogn (Støvring Herred)
- Råsted Sogn (Støvring Herred)
- Sankt Andreas Sogn (Støvring Herred)
- Sankt Clemens Sogn (Støvring Herred)
- Sankt Mortens Sogn (Støvring Herred)
- Sankt Peders Sogn (Støvring Herred)
- Tånum Sogn (Sønderlyng Herred)
- Vorup Sogn (Galten Herred)
- Ølst Sogn (Galten Herred)

## Borgmestre[4]
| Periode   | Navn                   | Parti             |
| --------- | ---------------------- | ----------------- |
| 1970-1974 | Svend Thingholm        | Socialdemokratiet |
| 1974-1988 | Kristen Gjøtrup        | Socialdemokratiet |
| 1988-2001 | Keld Hüttel            | Socialdemokratiet |
| 2002-2006 | Michael Aastrup Jensen | Venstre           |